# NASA Earth Observatory
NASA Earth Observatory mrežno je izdanje za NASA-u koje je stvoreno 1999. Glavni je izvor satelitskih snimaka i drugih znanstvenih informacija koje se odnose na klimu i okoliš, a koje NASA osigurava za široku upotrebu. Financira se javnim novcem, prema odobrenju Kongresa Sjedinjenih Američkih Država, i dio je Ureda za znanost EOS projekta smještenog u Goddardovom centru za svemirske letove. Od 2006., NASA Earth Observatory je tri puta osvojio Webby nagradu u obrazovanju. Internetska stranica objavila je niz razglašenih slika 2008. godine, uključujući slike oblaka koji su se prelijevali preko Kaspijskog mora, prašnjave oluje uz obalu Maroka, raspadanje ledenog šelfa Wilkins, uragan Bertha i druge.